# Eleonora
Eleonora je žensko osebno ime.

## Izvor imena
Ime Eleonora izhaja iz arabskega imena Ellinor v prvotnem pomenu »Bog je moja svetloba«. Vplivano po grškem ελεoς (eleos) v pomenu »usmiljenje, milosrčnost« je verjetno prišlo iz Španije v Francijo in Anglijo, k nam pa verjeto preko Nemčije.

## Različice imena
Ela, Elen, Elena, Elenka, Eli, Elica, Elka, Leonora, Lora, Lori, Lorica, Nela, Neli, Nelka

## Tujejezikovne različice imena
- pri Angležih: Eleanor
- pri Francozih: Aliénor
- pri Italijanih: Eleonora
- pri Nizozemcih:  Eleonora

## Pogostost imena
Po podatkih Statističnega urada Republike Slovenije je bilo na dan 31. decembra 2007 v Sloveniji število ženskih oseb z imenom Eleonora: 106.

## Osebni praznik
V koledarju je ime Eleonora zapisano 25. junija (Eleonora, žena angleškega kralja Henrika III., † 25. jun. 1291).

## Zanimivost
Znani Eleonori sta Nora, naslovna junakinja Ibsenove istoimenske drame in  naslovna junakinja Prešernove pesmi Lenora.